# 系統番号

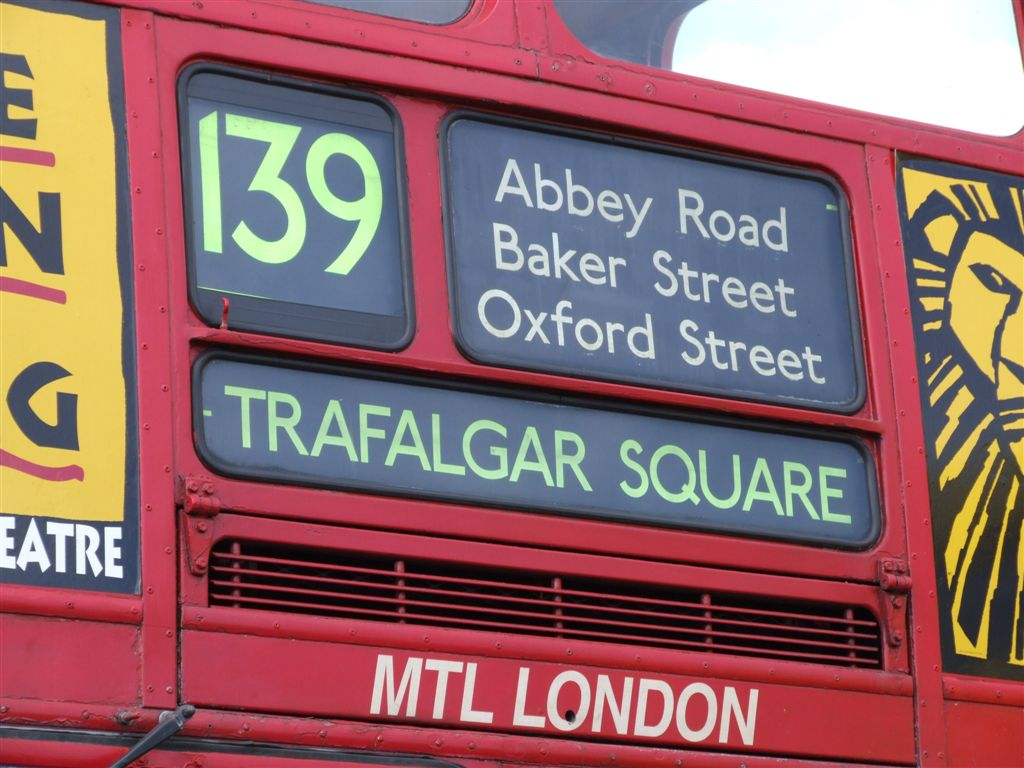
ロンドンバスの系統番号の表示例。左上の「139」という数字が系統番号である。

系統番号（けいとうばんごう、英語: System number）とは、主に路線バス、路面電車、トロリーバスなどの路線系公共交通機関において、運行系統ごとに付した番号・記号である。
系統番号には、世界的に普及しているアラビア数字が使われ、国や地域、事業者によっては文字も併用される。

## 概説
鉄道とは異なり、路線バスは道路上を走行するため、特に市街地などにおいて多数の運行経路を設定すれば、経路が一見してわかりにくく複雑になりがちである。また、都市の路面電車（軌道路線）でも網の目のように多数の経路を設定すれば、経由地と目的地の関係を理解しづらくなる。どちらの場合も車体に行き先（終着地）を示すだけでは解決しない。
運行経路をパターン化したものが運行系統であり、各運行系統毎に番号・記号を付し、固有の運行系統を指し示したものが系統番号である。これにより、運行系統毎に経路が単純記号化されわかりやすくなる。旅客案内と内部での管理の双方の目的がある。旅客向けの場合は基本的に運行系統図（路線図）への表示も実施される。
なお、複数事業者間でで同一区間に類似系統番号名を用いる例もある。

## 日本

### 鉄道
日本の軌道系交通機関では、系統番号は路面電車では採用例が多いが、普通鉄道ではあまり用いられない。普通鉄道では路線バスほど路線網がきめ細かくない上、路線名や行き先・経由地で対応できる場合が多く、運行系統が複雑であっても独立線化（線増）したり、路線名の重複など、系統ではなく「路線」として扱い、路線名（例：「山手線」）や路線愛称（例：「湘南新宿ライン」）が旅客案内に使用される場合が多い。日本での駅ナンバリングにおける路線番号は基本的に路線に付番するが、大阪市高速電気軌道の乗り入れ先のように、会社を越えた運行系統で一体として付番する事例もある。

#### 路面電車

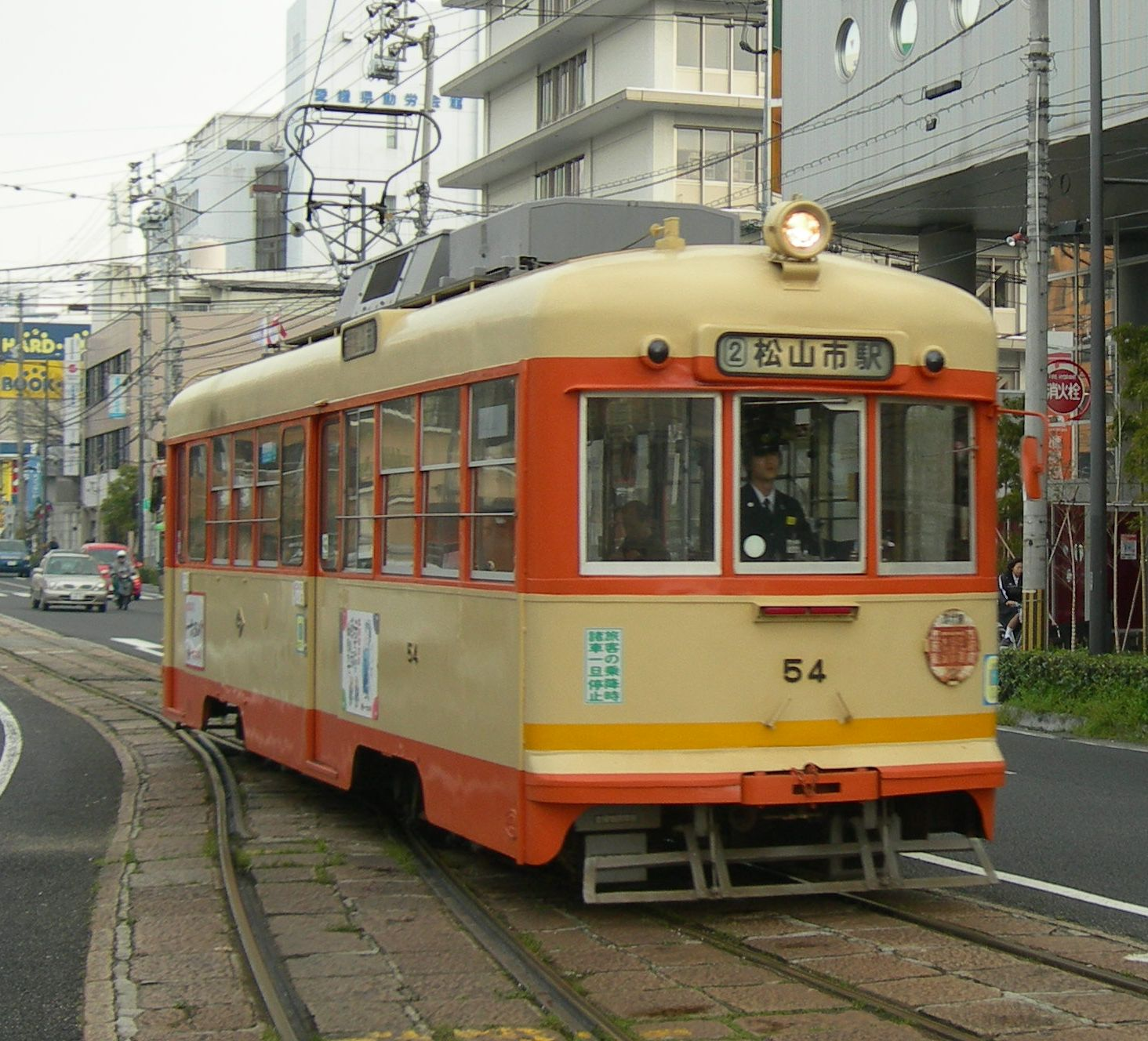
方向幕には系統番号（2）と行き先（松山市駅）のみであるが、系統図を参照すれば経由地がわかる。（伊予鉄道松山市内線）

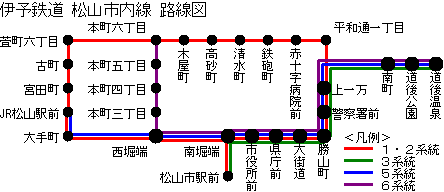
路面電車の運行系統図の再現。どこを通るかが一目でわかる。（伊予鉄道松山市内線）

路面電車では多くの場合、路線バスに比べて系統が単純であるため、単に番号のみを表記することが多い。
東京都電は、かつて最大で41もの運行系統を持っていたが、すべて番号のみの系統番号であった（手前に「臨時」を付したものはあった）。
2020年現在、系統番号を有する路面電車は以下の通り。括弧内は現在利用されている系統番号。
ただし、どの事業者も○系統ではない。
- 函館市電（2・5）
- 富山地方鉄道富山軌道線・富山港線（1・2・3・4・5・6）
- 岡山電気軌道（1・2）
- 広島電鉄（1・2・3・5・6・7・8・9・（臨時系統のみ）0）
- 伊予鉄道松山市内線（1・2・3・5・6）
- 長崎電気軌道（1・2・3・4・5）
- 熊本市電（A・B）
- 鹿児島市電（1・2）

残存系統が1系統になっても、系統が多数あった時の番号がそのまま残り続けることがある。例えば札幌市電は、1974年に現在の1系統のみとなったにもかかわらず、系統番号「2」が1991年まで残存していた。

### バス
日本の場合、系統番号はバスで多く利用されている。特に都市部ではバス路線の系統の数が膨大になるため、系統番号で整理することがよく行われる。そのため、現地語に疎い旅行者向けに行われる駅ナンバリングとは異なり、日本語の漢字が併用される事例が非常に多い。系統番号の前後に発着地点や経由地を区別するための漢字やアルファベットなどを付加し、系統を分かりやすくしたり、枝番として系統の細かい差異を表すことがある。また系統番号にバス運行上の種別である「急行」や「特急」をそのまま用いる場合もある。また日本ではバスの系統番号を付ける場合、方向幕に記載する行き先や主要な経由地は省かないことが一般的で、基本的に上下両方向に同じ系統番号が存在する。
しかしながら、漢字を用いた系統番号は外国人旅行客には読めない上に、その系統を日常的に利用しない人にとっても分かりにくいと指摘されており、廃止の動きもある。

## ドイツ
ドイツでは鉄道・バスともに系統番号がよく用いられる。ドイツでは都市内交通の系統識別は路線名でなく系統番号でなされることが多い。また複数系統が乗り入れる鉄道路線でも「○○線直通」のように表記し、ある路線に別の路線が合流・直通するのではなく、日本のバス路線同様に「複数の系統が乗り入れている」ものとして扱われる。

### 鉄道
主に都市内の交通で系統番号が付与されることが多い。都市鉄道 (S-Bahn) はS、地下鉄はUなどアルファベットと、2桁程度までの番号によって構成される。番号はおおまかな通し番であることが多く、また派生系統は1,2など順に振るか、あるいは5をつけて区別するなど、多少規則的に振られてはいるものの特に規定があるわけではなく、都市ごとにまちまちである。
ベルリンにおいてS-Bahnと地下鉄はそれぞれにおいて1から番号が振られ、例えばS-BahnではS1、S2の順にS9まで存在する。地下鉄はU1、U2の順にU9まで存在する。かつて存在したU1の支線運用はU15であったり、時々運転されるU1とU2を直通する系統はU12と名付けられている。S-Bahnでは環状線環状運転の右回りがS41、左回りがS42として区別されており、また郊外から環状線に直通する路線においてはS45〜47の番号が振られている、などある程度の規則性がある。
xの派生系統としてx5がある場合、例えばS7とS75がある場合に、前者は日本語で言うところの「エスなな」であるが、後者は「エスななご」ではなく「エスななじゅうご」である。